# Cobla Amsterdam
La Cobla Amsterdam, prèviament coneguda com La Principal d'Amsterdam és una cobla sardanista fundada a Amsterdam (Països Baixos) el 1987 per un grup de músics professionals neerlandesos; aquesta cobla és l'única que existeix fora de Catalunya. Gràcies a la seva tasca la música de la sardana i els instruments específics de la cobla són coneguts més enllà de Catalunya. El 2007 va rebre la Creu de Sant Jordi.
A banda del repertori habitual de sardanes, la formació incorpora també obres noves, d'entre les quals destaquen composicions de músics neerlandesos contemporanis com Chiel Meijering, Huba de Graaff, Roderik de Man i Michiel Braam. També han versionat el Llibre vermell de Montserrat, amb Egidius Kwartet, i han enregistrat música antiga adaptada per a cobla (Jean-Philippe Rameau, Michael Praetorius, etc.)

## Discografia
- The sardana, music from Catalonia (1993)[5]
- Dobles mixtes. Sardanes i música contemporània (1997)
- Noordenwind/Vent del nord (2001)[6]
- Solo! (2004)
- El Llibre Vermell de Montserrat (2005)[2]
- Les Indes galantes of Rameau ontvlamt (2006)
- Live in Catalonia (2009)[6]